# آفرینش‌گرایی روز-دوره
آفرینش‌گرایی روز-دوره (به انگلیسی: Day-age creationism)، به عنوان نوعی از آفرینش‌گرایی زمین کلان‌سال، تفسیری از شرح های آفرینش در سفر پیدایش است. این نوع آفرینش‌گرایی این موضع را نگه می دارد که شش روزی که در روایت پیدایش از آفرینش به آن ها اشاره می شود، روزهای 24-ساعته عادی نیستند، بلکه دوره های بسیار طولانی تری هستند (از هزاران سال گرفته تا میلیاردها سال). سپس روایت آفرینش با عمر زمین تطبیق داده می شود. طرفداران تئوری روز-دوره را می توان هم میان فرگشت‌گرایان الهی، که اجماع علمی روی فرگشت را می پذیرند، و هم میان آفرینش‌گرایان تدریجی که آن را رد می کنند، یافت. این تئوری های گفته می‌شود که بر روی این فهم بنا شده اند که کلمه عبری یوم همچنین برای اشاره به یک دوره زمانی، با یک شروعی و یک پایان، و نه لزوماً دوره یک روز 24-ساعته، استفاده می شد.
اختلافات بین تفسیر زمین جوان سفر پیدایش و تئوری های مدرن علمی مانند علمی مه‌بانگ، پیدایش حیات، و تبار مشترک قابل توجه هستند. تفسیر زمین جوان می گوید همه چیز در جهان و در روی زمین در 6 روز 24-ساعته آفریده شده اند، که تخمین زده اند که حدود 6000 سال پیش رخ داده است. مشاهدات مدرن علمی، اما، سن جهان را 13.8 میلیارد سال و سن زمین را 4.5 میلیارد سال بیان کرده اند، و این که اشکال مختلف حیات، از جمله انسان ها، به تدریج در طول زمان شکل گرفته اند.
تئوری روز-دوره تلاش می کند تا این نگرش ها را با این اعتقاد با هم تطبیق دهد که، "روزهای" آفرینش روزهای عادی 24-ساعته نبوده اند، بلکه در واقع به مدت های زمانی طولانی ای به طول انجامیده‌اند (آن طور که روز-دوره می رساند، "روزها" به اندازه عصر یا دورانی طول کشیده اند). با توجه به این دیدگاه توالی و مدت "روزهای" آفرینش می توانند هم راستا با توافق علمی در مورد سن زمین و گیتی باشند.